# Finlaysonia curtisii
Finlaysonia curtisii är en oleanderväxtart som först beskrevs av George King och Gamble, och fick sitt nu gällande namn av Venter. Finlaysonia curtisii ingår i släktet Finlaysonia och familjen oleanderväxter. Inga underarter finns listade i Catalogue of Life.